# Rue Lacaille
Ne doit pas être confondu avec Rue Cail.
Pour les articles homonymes, voir Lacaille.
La rue Lacaille (quelquefois orthographiée La Caille) est une voie située dans le quartier des Épinettes dans le nord-est du 17e arrondissement de Paris.

## Situation et accès
La rue Lacaille débute au 51, rue Guy-Môquet et se termine au 19, rue de La Jonquière. Longue d'une centaine de mètres, elle suit une direction nord-nord-est, et n'est croisée par aucune autre rue.
Elle est desservie par la ligne 13 à la station Guy Môquet.

## Origine du nom
Elle rend hommage à l'astronome Nicolas Louis de Lacaille (1713-1762), aussi orthographié « La Caille » et souvent appelé abbé de la Caille.

## Historique
La « rue Neuve-Balagny » est une voie privée ouverte au cours du XIXe siècle.
En 1881, la rue prend le nom de « rue Lacaille » afin d'éviter la confusion avec la rue Balagny (rue Guy-Môquet depuis 1945). Elle remplace en cela la rue Lacaille située près de l'ancien boulevard d'Enfer déjà dédiée au même scientifique et supprimée en 1879.

## Bâtiments remarquables et lieux de mémoire
- Au no 5 bis se trouve l'école privée Sainte-Marthe[6].